# Bitis atropos
Bitis atropos е вид змия от семейство Отровници (Viperidae). Видът не е застрашен от изчезване.

## Разпространение и местообитание
Разпространен е в Зимбабве, Лесото, Мозамбик, Свазиленд и Южна Африка.
Обитава пустинни области, скалисти райони, планини, склонове, ливади, храсталаци и крайбрежия.

## Описание
Популацията на вида е стабилна.